# Stari Grad
Stari Grad grad je na otoku Hvaru u Hrvatskoj, u Splitsko-dalmatinskoj županiji. Mještani ga zovu Stori Gr(u)od. Također ga zovu i Paiz, iako se taj naziv više odnosi na užu, stariju gradsku jezgru. Najstariji i u Hrvatskoj najdugovječniji grad koji je 2019. godine proslavio svoj 2403. rođendan. U gradu se nalazi sjedište Hrvatskog saveza daljinskog plivanja (HSDP), čime je Stari Grad jedino otočno mjesto u Hrvatskoj u kojem se nalazi sjedište nekog nacionalnog športskog saveza nekog olimpijskog športa.
Svetac zaštitnik ovog gradića je Sveti Rok, kojem je i posvećena jedna crkva u Starom Gradu.
U Starom Gradu održano je Europsko prvenstvo u daljinskom plivanju 2. i 3. rujna 1989. U svijetu nema grada po veličini i broju stanovnika kao što je Stari Grad koji je organizirao jedno seniorsko kontinentalno prvenstvo u bilo kojem sportu.

## Gradska naselja
Pet naselja pripada gradu Stari Grad (stanje 2006.), to su: Dol, Rudina, Selca kod Starog Grada (Sielca), Stari Grad (Stori Grod) i Vrbanj (Varbonj).
Samo naselje Stari Grad čine predjeli Borić, Ivanje Gomile, Njiva, Šiberija, Molo Selo, Dolci, Priko i uža gradska jezgra. Naselje se širi prema Dubokoj, Budinjcu, Starču i prema vrhu brda Glavice.
U gradu Starom Gradu četiri su izborna mjesta: u osnovnoj školi (za sjevernu stranu), u Hrvatskoj čitovnici (za južnu stranu), u selu Dolu i u selu Vrbanju (Varbanju).

## Zemljopisni položaj i svojstva
Nalazi se na zapadnom dijelu otoka Hvara, na dnu Starogrojske uvale (Starogrojčice), na 43°10' sjeverne zemljopisne širine i 16°35' istočne zemljopisne dužine.
Ukupne je površine 55 četvornih kilometara.

## Povijest
Stari Grad je današnje opisno ime za antički starogrčki grad Faros utemeljen na početku 99. antičke Olimpijade, tj. 384. godine prije Krista. Pretpostavlja se da su ga utemeljili grčki doseljenici s otoka Parosa u Egejskom moru.
Po povjesničarskim pretpostavkama, moguće je da je zbog vrlo povoljnog smještaja ondje postojalo i neko starije ilirsko naselje, ali povijesni izvori pouzdano potvrđuju da je utemeljenjem grada Farosa počela urbana civilizacija u hrvatskim krajevima i da je Faros, nakon Isse, najstariji grad na tlu Hrvatske.
Od osnutka Hvarske biskupije 1147. pa sve do osnivanja Novoga grada Hvara, 1278., na mjestu današnjeg Starog Grada bilo je i njeno sjedište, odnosno, biskup je stolovao u Starom Gradu.
Bio je dijelom starohrvatske države. Nekoliko je stoljeća proveo pod mletačkom vlašću pod kojom je bio sve do Napoleonovih osvajanja. Bio je dijelom Ilirskih provincija. Nakon pada Napoleona, dijelom je Habsburške Monarhije, a nakon austro-ugarske odnosno hrvatsko-ugarske nagodbe našao se u austrijskom dijelu Austro-Ugarske, pokrajini Dalmaciji u Trojednoj Kraljevini Hrvatskoj, Slavoniji i Dalmaciji. Nakon prvog svjetskog rata bio je nekoliko godina pod talijanskom okupacijom, od 1918. do 1921. godine.
Nakon razgraničenja došao je u Kraljevinu SHS. Bio je dijelom Primorske banovine i poslije Banovine Hrvatske. Politički je u to vrijeme u Starome Gradu vrlo jak bio HSS. U to su vrijeme djelovale njegove organizacije Seljačka sloga, Seljačka zaštita i Hrvatsko srce.
U NDH bio je upravno dijelom velike župe Cetine, kotara Hvara, u dijelu NDH koji je bio pod okupacijom fašističke Italije.
Nakon Drugog svjetskog rata dijelom je NR/SR Hrvatske. Širenjem prema sjeveru preko parka Vorbe Stari Grad spojio se je s Molim Selom koje je danas gradska četvrt. Osamostaljenjem Hrvatske i Stari Grad postaje dijelom samostalne 
Hrvatske. Velikosrpska agresija nije zaobišla ni Stari Grad: JNA je dvaput (7. studenoga 1991.) bombardirala obližnju poljoprivrednu zračnu luku bombama i raketama, pri čemu je oštećen jedan manji zrakoplov i pista. Također je bombardiran i rujna 1991. godine. Na aerodromu je djelovao dobrovoljački vod ZNG od srpnja do rujna 1991. godine, kad je bombardiran. Spomen-obilježje s natpisom podignuto je 2016. godine na sjeveroistočnom kutu aerodroma. Čine ga crna granitna ploča pričvršćena na prirodni kamen.

### Gradonačelnici Starog Grada
(popis nepotpun)
- dr. Petar Ružević
- Antun Maroević (1935. – )[9]
- Vinko Pakušić (predsjednik MZ Stari Grad 1974. – 1980.)[12]
- Josko Lupi (HDZ), 16. travnja 1993. – 31. listopada 1995.[13][14]
- Mihovio Bogdanić (HDZ), 9. studenoga 1995. – 22. svibnja 1997.[13]
- Tonči Stančić (HDZ), od 28. svibnja 1997.[15] – 22. svibnja 1997.[13]
- (bez) 22. svibnja 1997. – 3. studenoga 1998.[13]
- Visko Haladić (HSS), 1998. – 2001., 2001. – 2005., 7. lipnja 2005–- 2009.[13]
- Đurđica Plančić (SDP), 31. svibnja 2009. – 2012.[13][16]
- Vinko Maroević (HDZ), izabran 2. lipnja 2013., stupio na dužnost 6. lipnja 2013.[16][17]
- Antonio Škarpa (Grupa birača), izabran 18. lipnja 2017., stupio na dužnost 23. lipnja 2017.[16][17]

## Stanovništvo
Hrvati su autohtoni i većinski stanovnici ovog grada. Sebe zovu Starograjanima/Starogrojkama, a postoji i oblik Paizanin/Paizonka. 
U gradu je nekoć živjela i talijanska manjina. U 17. je stoljeću oko 20 % stanovništva nosilo talijansko prezime. Manjina je iselila u dva navrata, tj. nakon Prvog i Drugog svjetskog rata.

### Popis 2011.
Prema popisu stanovništva iz 2011. godine, grad Stari Grad ima 2781 stanovnika. Većina stanovništva su Hrvati s 95,65 %, a po vjerskom opredijeljenju većinu od 88,53 % čine pripadnici katoličke vjere.

### Popis 2001.
Prema popisu stanovništva iz 2001., od ukupnih 2817 stanovnika, na pojedina naselja otpada (poredano po naseljenosti):
- Stari Grad – 1906
- Vrbanj – 489
- Dol – 348
- Rudina – 54
- Selca – 20

Podaci za naselje Stari Grad: U popisu iz 1869. sadrži podatke za naselja Rudinu i Selca kod Starog Grada, kao i dio podataka u 1857. za naselje Rudinu.
| broj stanovnika | 4494  | 4720  | 5511  | 5990  | 5975  | 5007  | 5027  | 4258  | 3388  | 3433  | 3231  | 3016  | 2857  | 2884  | 2817  | 2781  | 2772  |
|                 | 1857. | 1869. | 1880. | 1890. | 1900. | 1910. | 1921. | 1931. | 1948. | 1953. | 1961. | 1971. | 1981. | 1991. | 2001. | 2011. | 2021. |

| broj stanovnika | 2843  | 3217  | 3363  | 3386  | 3120  | 2469  | 2468  | 1941  | 1446  | 1531  | 1460  | 1607  | 1676  | 1836  | 1906  | 1885  | 1921  |
|                 | 1857. | 1869. | 1880. | 1890. | 1900. | 1910. | 1921. | 1931. | 1948. | 1953. | 1961. | 1971. | 1981. | 1991. | 2001. | 2011. | 2021. |

## Kretanje stanovništva
Prirodno mu gravitiraju iduća naselja: Dol (lokalno: Duol), Selca kod Starog Grada (lokalno: Sielca), Rudina, Vrbanj (lokalno: Varbuonj), Svirče.

## Narječja
Stanovnici govore čokavskim (čokavski je vrsta čakavskog) narječja ikavskog govora hrvatskog jezika. No, ne treba zaboraviti da po starogrojsku upitna rečenica glasi 'Ča si učinil?' a ne 'Čo si učinil?', također 'Ča je danas za obid?' a ne 'Čo je danas za obid?'
Nekadašnji se talijanski dio stanovništva pak služio specifičnim starigradskim narječjem venetskoga tipa, koje je danas potpuno izumrlo. Jedno od glavnih obilježja toga govora bila je upotreba ja, jo i ju umjesto gia, gio, giu: nije se dakle govorilo filologia, teologia itd., nego filoloìa, teoloìa, a još češće toloìa.

## Kultura
- Hrvatska gradska glazba je osnovana 1876.[23] (kako je uklesano na spomen-ploči postavljenoj na zgradi gdje je bilo prvo sjedište).
- amatersko Gradsko kazalište sljednik je diletanske družine "Petar Hektorović", odnosno Kulturno-umjetničkog društva (KUD) i amaterskog kazališta [nedostaje izvor]
- Amatersko kazalište Petar Hektorović
- Gradska knjižnica je sljednica "narodne hrvatske čitaonice starogradjanske" utemeljene 1874. Sjedište Gradske knjižnice je u palači "Čitovnici" koju su podigli članovi dioničkog društva "Hrvatski dom" 1893. (kako je uklesano na spomen-ploči postavljenoj na istočno pročelje "Čitovnice")
- Faroski kantaduri je pjevačko društvo osnovano 1995. s ciljem očuvanja i promoviranja, prvenstveno, sakralne kulturne baštine Staroga Grada. Pjevačko društvo Pučki pjevači iz Starog Grada (Faroski kantaduri, klapa Garmica) nastalo je na temeljima klape Garmica osnovane 1969.g. radi očuvanja i promicanja glazbeno-kulturne baštine Starog Grada, ali i otoka Hvara. Nazivom klapa Garmica služe se u nastupima i izvođenjima svjetovnih napjeva, a kod napjeva sakralnog karaktera Faroski kantaduri. O društvu je scenarist i redatelj Petar Krelja 2003. snimio dokumentarni film Sveti glasovi.[24]
- Od gastronomske kulture, valja spomenuti starogrojske paprenjoke.

### Arheološki lokaliteti
Sam grad, kao i bliža okolica, prebogati su ostacima iz prošlosti. Područje Starog Grada bilo je naseljeno još od prapovijesti pa nije neobično što dokaze o životu starih ljudi nalazimo "na svakom koraku". Niže su stoga navedeni samo najvažniji lokaliteti jer bi samo nabrajanje svih lokaliteta bilo predugačko (samo Starogradsko polje ima više od 100 lokaliteta!).
- Ciklopske zidine[25][26]
- Faroska hora obuhvaća Starogradsko polje(hora[27]), Varbovačko, Vrbanjsko i dio Dolskog polja koje je od posebne važnosti zbog na cijelom Sredozemlju najbolje sačuvane starogrčke parcelizacije zemljišta koje je pripadalo gradu Farosu
- Maslinovik – grčka kula u Starogradskom polju
- Glavica – ilirska gradina iznad Starog Grada
- crkva sv. Ivana
- Villa rustica na Smričiću
- Austrijska cesta u Starom Gradu

Kulturni i povijesni artefakti i arhivi čuvaju se u zbirkama Petra Ruževića i Vladimira Vrankovića.

### Sakralna arhitektura
U Starom Gradu na Hvaru nalazi se mnoštvo sakralnih spomenika: 
- crkva sv. Ivana
- crkva sv. Jerolima s hospicijem u renesansnom stilu[28]
- crkva sv. Roka u renesansnom stilu[28]
- crkva sv. Petra s dominikanskim samostanom
- crkva sv. Lucije s ostacima samostana dominikanki trećoretkinja (picokara)
- crkva sv. Nikole s baroknim oltarom[28]
- crkva sv. Stjepana (župna) u baroknom stilu[28]
- kapela Gospojica (kapela Duimičić)[28] u Starogradskom polju
- kapela sv. Jelene na putu iz Starog Grada u Dol

Dana 7. srpnja 2008. je, na zasjedanju u Quebecu, UNESCO na svoj Popis svjetske baštine stavio i Starogradsko polje. U obrazloženju Svjetske organizacije se ističe kako su tamošnje nasade vinograda i maslina ostale "praktično nepromijenjene" od prve kolonizacije starih Grka i kako su jedinstveno svjedočanstvo geometrijskog sustava podjele zemlje koje se koristilo u starom vijeku.

### Profana arhitektura
- Sklop kuća Galineo BervaldiTvrdalj – renesansni dvorac, dao ga je sagraditi u XVI. stoljeću Petar Hektorović
- Škor – mali, barokni trg
- Palača Biankini (Paloc Biankini), u kojoj je smještena galerija Jurja Plančića.[28]
- Kuća i mauzolej Šime Ljubića
- Mlin na vjetar
- Najbolji primjeri gradske arhitekture su kuće Franetović, Politeo i Gelineo-Bervaldi sagrađene u razdoblju od 16. do 18. stoljeća.[28]
- Palača Kokotić (Kokotića paloc)

### Glazba
- Hrvatska gradska glazba Stari Grad,[23][30] utemeljena 1876., a u gradu je paralelno od 1887. djelovalo i glazbeno društvo Hrvatska gradjanska glasba koja je potrajala do 1908. kad je osnovana Sokolska glazba u sklopu Hrvatskog sokola, ali je Sokolsku glazbu ukinula talijanska okupacijska vlast 1919. kad je i zabranjem rad Hrvatskog sokola. Inače, od svog osnutka 1876. Hrvatska gradska glazba neprekidno djeluje, iako su joj ime nekoliko puta nakratko pokušali promijeniti.

### Spomenici
- spomen-obilježje s posvetnim natpisom dobrovoljačkom vodu Zbora narodne garde koji je djelovao na Aerodromu Hvar od srpnja do rujna 1991. godine. Otkriven 2016. godine.[11]
- spomen-ploča "Prvi radnički blagdan u Dalmaciji", otkrivanje 9. rujna 2014.[31]
- spomen-ploča ustanku hvarskih pučana, otkrivena 2010. povodom 500-te obljetnice ustanka. Ploču je otkrio otkrio je predsjednik Organizacijskog odbora g. Andro Gabelić uz pomoć bivšeg saborskog zastupnika i člana Organizacijskog odbora, g. Tonča Tadića.[32]
- spomen-ploča Ivanu Balčiću, suprakomitu (zapovjedniku) hvarske galije Sveti Jerolim, postavljena u Duolnjoj koli. Galija je s još sedam galija "iz naših mistih" sudjelovala u bitci kon Lepanta 1471. godine. Na otvaranju su govorili: saborski zastupnik i inicijator postavljanja spomen-ploče dr. sc. Tonči Tadić i prof. Aldo Čavić – ravnatelj centra za kulturu Staroga Grada, a sponzor ploči je gosp. Antun Tonko Petrić iz tvrtke Volat d.o.o. Stari Grad, te gosp. Glušćević, klesar s Brača. Zajednički su ju otvorili T. Tadić i A.T. Petrić.(2006.)[33]
- spomen-ploča Nikoli Dominiku Budroviću, prvome hrvatskom novinaru – uredniku lista na hrvatskome jeziku "Kraljski Dalmatin" – Ploča je otkrivena 8. rujna u Srinjoj koli, na rodnoj kući Nikole Dominika Budrovića, uredniku lista koji je od 1806. godine izlazio na hrvatskom jeziku, o 200.-toj obljetnici (1806. – 2006.). Postavilo ju je Hrvatsko novinarsko društvo.[34]
- spomen-ploča hrvatskim braniteljima na zgradi budućeg Doma za starije i nemoćne osobe, u sjećanje na smještaj hrvatskih postojbi ZNG-a (s pridruženim redarstvenim snagama) te Mješovitog odreda mornaričkog pješaštva "Zvir" otoka Hvara tijekom Domovinskog rata od 1991. do 1996. godine, povodom 25 obljetnice od ozbiljnije vojne organizacije pripadnika ZNG-a i Policijske postaje Hvar. Spomen-obilježje otkriveno je u nazočnosti ratnog zapovjedništva, zamjenika gradonačelnika prof.dr. sc. Vedrana Deletisa, okupljenih branitelja, građana te učenika OŠ "Petar Hektorović". Zajednički su ga otkrili prvi zapovjednik jedne od četiri oružane postrojbe za obranu otoka (buduće satnije) koja je bila smještena upravo u spomenutoj zgradi, Mirko Crnčević, njegov zamjenik Tonko Petrić i pomoćnik Andro Tadić Žbore.[35][36]
- spomen-ploča poginulima u NOB. Postavljena 27. srpnja 1983. godine.
- spomenik palim borcima u narodnoj revoluciji. Djelo kipara Koste Angelija Radovanija. 1953. – 1954.[37]

### Manifestacije
- Festival divljeg cvijeća[38]
- Starogradske ljetne priredbe[39]
- Dani mađarsko-hrvatske kulture[40]
- Večer od kantonjo[41]
- Don šparogih[42]
- Proslava obljetnice utemeljenja Starog Grada pod nazivom "Utemeljiteljima u čast, precima u spomen" uz misu "Združenim precima u spomen".[31]

## Gospodarstvo i promet
U drugoj polovici 19. stoljeća, Stari Grad je imao nekoliko brodogradilišta. Njihovom poslovanju je došao kraj širenjem parobrodarstva u svjetskom pomorstvu.
U Starom Gradu djeluje i vinarija, a nekad je djelovao i pogon od "Jugoplastike".
Danas je unutar naselja staro trajektno pristanište. Novo trajektno pristanište udaljeno je par kilometara od naselja, na južnoj obali Starogrojčice, blizu naselja Maslinice. 
1,2 km od Starog Grada je mali aerodrom.
Kamenolom tehničko-građevnog kamena i planirana pretovarna postaja otpada za cijeli otok Hvar s reciklažnim dvorištem Tusto bardo je uz cestu Stari Grad — Selca — Hvar.
Svojevremeno je djelovala i tvornica tjestenine, mlin na vjetar.

## Šport
U gradu se nalazi sjedište HSDPa. Europsko prvenstvo u daljinskom plivanju koje je održano 1989. u Starom Gradu je prvo službeno natjecanje u daljinskom plivanju u svijetu uopće pod okriljem FINA-e i LEN-a. U listopadu 1977. godine osnovan je Odbor za daljinsko plivanje Jugoslavije kao stalno radno tijelo u okviru Plivačkog saveza Jugoslavije, a u travnju 1978. Odbor za daljinsko plivanje u okviru Plivačkog saveza Hrvatske. Sjedište oba Odbora je bilo u Starom Gradu.
U gradu je nekad djelovalo više nogometnih klubova (kao što su "Zrinski", "Grumen", "Val"...), ali nakon Drugog svjetskog rata ostao je samo HNK Jadran.
U gradu djeluje i vaterpolski klub "Faros", koji je 1979.g. ostvario svoj najveći uspjeh, tj. osvojio prvenstvo Hrvatske time stekavši pravo nastupa u 2. saveznoj diviziji tadašnje Jugoslavenske vaterpolske lige. Od 2010., Stari Grad ima i svoj vaterpolski "Final four", u kojem sudjeluju mjesni sastavi, podijeljeni na kvartove (Grod, Priko, Molo Selo, Lucica).
U gradu djeluje i ŠRD Šarag, športsko-ribolovno društvo, JK Helios, jedriličarski klub i Brdsko biciklistički klub Faros.
Koncem kolovoza, Stari Grad je domaćinom Faros maratona, međunarodnog prvenstva Hrvatske u daljinskom plivanju.
Održava se navigacijska regata krstaša Faros Maraton. Ruta regate je Split – Stari Grad – Split. Poznata je i kao Starigradska regata, Jedriličarski Faros maraton te Faros maraton regata.

## Caulerpa taxifolia
Na južnoj je obali zaljeva 1994. otkrivena prva kolonija u Jadranu alohtone alge Caulerpe taxifolije. U tom dijelu zaljeva je, u cilju sprječavanja širenja alge, uvedena zabrana sidrenja i ribolova.

## Poznati Starograjani i Starogrojke
- Ivan Baković, hrv. svećenik, prevoditelj, pjesnik i bogoslov
- Josip Bervaldi, hrv. crkveni povjesničar i arheolog
- Luka Bervaldi Lucić, hrv. skupljač narodnih pjesama
- Ante Biankini (1860. – 1934.), hrv. liječnik (osobni liječnik W. Wilsona, predsjednika SAD)[nedostaje izvor] i političar
- Juraj Biankini (1849. – 1928.), hrv. političar i novinar iz doba hrv. narodnog preporoda
- Petar Biankini (1856. – 1928.), hrv. pisac, autor "Gospodarskog poučnika" i literature s praktičnim poljodjelskim naputcima
- Josip Berković (1885. – 19??), hrv. političar i diplomat
- Dinko Bogdanić, hrv. baletan i koreograf
- Neven Bogdanić, hrv. matematičar i publicist
- Peruško Bogdanić, hrv. kipar
- Antonio Botteri (1935. – 2012.), hrv. fotograf, kroničar, kulturni djelatnik, dokumentarist, jedan od utemeljitelja Društva za uljepšavanje i unaprjeđenje Staroga Grada[49]
- Gian Antonio Botteri (1822. – 1896.), odvjetnik i arheolog, donator zbirke antičkih spomenika i zbirku prapovijesnog kamenog oruđa s Dračevice Dominikanskog muzeja u Starom Gradu[50]
- Ivan Antun Botteri (1842. – 1929.) hrv. filolog, arheolog, poliglot, pratitelj beletristike, osnivač gradske glazbe, liberal, teoretičar liberalne demokracije, enciklopedist, gradonačelnik,[51] donator Dominikanskog muzeja u Starom Gradu[50]
- Petar Botteri, hrv. fotograf
- Franjo Jordan Bučić, hrv. publicist, aktivan u Argentini[52]
- Dominik Budrović, hrv. dominikanac, teolog, provincijal
- Nikola Dominik Budrović (1765. – 1847.), hrv. dominikanac, teolog, zbiratelj hrvatskih narodnih pjesama, prvi urednik prvih novina na hrv. jeziku, "Kraljskog Dalmatina", prvi hrvatski novinar, hrvatski je jezik nazivao arvatskim
- Stjepan Carić (1824. – 1880.), pedagog i pokrajnski školski nadzornik
- Vedran Deletis, hrvatski neurolog
- Nikola Domančić, slikar i glumac amater
- Mandica Dulčić, hrv. pjesnikinja
- Stefan Gelineo (1898. – 1971.), prof. fiziologije, poznat po prinosima istraživanju hipotermije[53]
- Petar Hektorović (1487. – 1572.), hrv. pjesnik, autor "Ribanja i ribarskog prigovaranja"
- Stjepko Ilijić, hrv. književnik
- Juraj Justinijanović, hrv. matematičar
- Tomislav Koljatić Maroević (1955.), čileanski biskup
- John Kovacevich (North Pole), amer. filmski glumac 1920. – 1940.[54]
- Petar Kuničić, hrv. kulturni djelatnik, nadučitelj, čuvar hrvatske baštine u Starome Gradu, donator Dominikanskog muzeja u Starom Gradu[50]
- Ivan Lučić-Lavčević, narodni heroj u NOB-u
- Dinko Lupi, hrv. pjevač, prvak Opere HNK "Ivan pl. Zajc" u Rijeci
- Serafin Lupi (1912. – 1944.), dominikanac, poliglot, prevoditelj Marulićeve najpoznatije latinske knjige (Institucije) na hrvatski (prvi koji je dao veći prilog)[55][56][57]
- don Šime Ljubić (1822. – 1896.), član-utemeljitelj Strossmayerove Akademije, danas HAZU, povjesničar, arheolog, numizmatičar, historiograf, pisac
- Bonagracije Maroević, franjevac, prosvjetar, orguljaš, zborovođa, crkveni dužnosnik
- Frano Maroević,
- Frano Vinkov Maroević, hrv. pomorski pisac, publicist i književnik
- Janez Maroević, hrv. maratonac
- Tonko Maroević (1941. – 2020.), hrv. akademik
- Ivo Maroević Špuntin (1937. – 2007.), hrv. povjesničar umjetnosti i muzeolog
- Pavao Matijević, hrv. skladatelj, jedan od pokretača cecilijanstva u Hrvatskoj
- Antun Milašić (1929.), hrv. brodograditelj, posljednji kalafat u Starome Gradu, dobitnik Povelje zahvalnosti Grada Starog Grada[58][59]
- Petar Nisiteo (1774. – 1866.), hrv. povjesničar, arheolog, pisac, preteča hrv. preporoda, skupljač epigrafske i numizmatičke zbirke, donator Dominikanskog muzeja u Starom Gradu[50]
- Vicko Nisiteo, hrv. pravnik i političar
- Vinko Pakušić, hrv. književnik, lokalni dužnosnik
- Bartol Petrić (1899. – 1974.), hrv. akad. slikar
- Martin Anthony Petrich, brodograditelj u SAD-u,[60][61]
- Biserka Rauter Plančić, povjesničarka umjetnosti, ravnateljica Moderne galerije i bivša kustosica Klovićevih dvora
- Josip Plančić (1888. – 1978.), hrv. ihtiolog
- Juraj Plančić (1899. – 1930.), hrv. akad. slikar
- Ante Polić, hrv. poduzetnik (Stari Grad, 1838. – 1902.), otac hrv. književnika Janka Polića Kamova, hrv. glazbenika Milutina i hrv. književnika Nikole Polića[62]
- Ante Politeo, hrv. rkt. svećenik, preteča kršćanske socijaldemokracije u Hrvata[63]
- Dinko Politeo (1854. – 1903.), hrv. novinar, esejist, političar (pravaškog usmjerenja)
- Ivo Politeo (1922. – 199?.), ing. agronom, poznat po djelima u svezi s vinovom lozom i maslinama
- Nikša Račić, hrv. povjesničar i kulturolog
- Dean Radovniković, hrv. bubnjar
- Petar Ružević, hrv. pravaški političar, zastupnik, skupljač narodnih pjesama
- Marin Sabić (1860. – 1922.), hrv. notar, feljtonist i pjesnik, hrv. preporoditelj (puljski "Il diritto croato")
- Nikša Stančić, hrv. povjesničar, član suradnik HAZU
- Roque Esteban Scarpa Straboni, čilski nagrađivani pisac, književni kritičar, akademik i znanstvenik
- Cvite Škorpa, hrv. književnik
- Ivan Krstitelj Škarpa (17. st.), graditelj
- Juraj Škarpa (1881. – 1952.), hrvatski akademski kipar i olimpijac
- Vinko Šoljan, hrv. alfa i omega Starogruojskeg maratona (Pharos maratona) u daljinskom plivanju
- Tonko Šoljan, hrv. akademik, ihtiolog, sastavio ključ za determinaciju riba Jadrana
- John Tadich, osnivač i voditelj Tadich Grilla, znamenite građevine u San Franciscu, najstarijeg restorana u tom gradu[64]
- Jorjo Tadić, povjesničar
- Tonči Tadić, hrv. političar i fizičar
- Jerko Vlahović, hrv. dominikanac, pučki misionar, bogoslov i vjerski pisac.
- Pablo Vranjicán, argentinski nogometaš
- Ambroz Vranjicani Dobrinović (1801. – 1870.), hrv. preporoditelj, branitelj hrvatskog prava na Dalmaciju i Vojnu krajinu
- Nikola Zaninović, nekadašnji prvak kazališta "Colon" u Buenos Airesu
- Jordan Zaninović, hvarski biskup.
- Magda Dulčić (1965. – 2016.), nagrađivana autorica animiranih filmova, ilustratorica i strip umjetnica

Korijene u Starom Gradu imaju:

- Mike Aviani, kanadski hokejaš na ledu
- Josip Berković, hrv. i arg. liječnik, političar, novinar i diplomat.
- Josip Botteri Dini, hrv. slikar
- Ana Marija Botteri Peruzović, hrv. slikarica
- Ratimir Deletis, hrv. sudac, Pravednik među narodima
- Ante Dulčić, hrv. glumac
- Antonije Dulčić, hrv. fizičar
- Ivo Dulčić, hrv. slikar[65]
- Silvio Dulcich, arg. nogometaš
- Dalibor Kovačević, hrv. ekonomist, obnovitelj/utemeljitelj današnje Zagrebačke burze vrijednosnica
- Enca Kovačević, hrv. slikarica
- Neven Kovačević, hrv. arhitekt
- Antonela Malis, hrv. operna pjevačica
- Zoran Maroević, hrv. košarkaš
- Fani Politeo, hrv. likovna kritičarka
- Antun Šoljan (1932. – 1993.), hrv. književnik
- Stetano Vlahović, ruski gospodarstvenik, "kralj piletine"[66]
- Ante Zaninović, redatelj crtanih filmova Zagreb filma
- Lenore Zann (Zaninović), kanadsko-australska glumica i političarka[67]

U Starom su Gradu rođeni:
- Ljubo Benčić, hrv. nogometaš, državni reprezentativac
- Ivan Sikavica, hrv. slikar

U Starom se Gradu školovao, a dva desetljeća poslije umro, Hijacint Bošković, hrv. dominikanski tomist, mislilac, filozof, bogoslov.
Nikola Ščepanović ,reprezentativac Jugoslavije i Hrvatske u ragbiju.

## Gradovi pobratimi/prijatelji/suradnici
- Letovice (Moravska), grad partner
- Velké Opatovice (Moravska)
- Senandrija
- Samobor

## Na filmu i televiziji
Dokumentarni filmovi i reportaže, igrane serije i filmovi snimanje u Starom Gradu.
- Puls HRT. Četiri dokumentarne reportaže posvećene hrvatskoj svakodnevici. Jedna od reportažâ nosi naslov Barba Andro.[68][69] Posvećena je Andretu Petriću koji je navršio 103 godine. Reportažu su izradili Maja Zrnić i Jurica Vodanović (snimatelj).[70][71][72]

## Vanjske poveznice
- Službena stranica grada
- TZ Starog Grada
- Novosti iz Starog Grada  Arhivirana inačica izvorne stranice od 3. srpnja 2009. (Wayback Machine)
- Faroski kantaduri  Arhivirana inačica izvorne stranice od 8. kolovoza 2018. (Wayback Machine)
- Muzej Staroga Grada - Antički brodolom iz uvale Duboka
- Fotografije Starog Grada 1895. - 1911., sebenico.com

|  | Portal Hrvatske: pristup člancima s tematikom o Hrvatskoj |